# 丹妮葉拉·史洛嘉
丹妮葉拉·史洛嘉（1987年9月21日—）是一名阿根廷曲棍球運動員，曾代表國家參加2012年倫敦奧運的女子曲棍球比賽，並獲得一面銀牌。